# Rozwadów (hromada)
Rozwadów – hromada wiejska w rejonie stryjskim obwodu lwowskiego Ukrainy. Siedzibą hromady jest Rozwadów.
Hromadę utworzono 2 listopada 2016 roku w ramach reformy decentralizacji.

## Miejscowości hromady
W skład hromady wchodzą 9 wsi.

- Rozwadów – siedziba hromady
- Czernica
- Derżów
- Kijowiec
- Krupsko
- Nadiatycze
- Ostrów
- Piaseczna
- Weryń